# Scolopia macrophylla
Scolopia macrophylla är en videväxtart som först beskrevs av W. och A., och fick sitt nu gällande namn av Dominique Clos. Scolopia macrophylla ingår i släktet Scolopia och familjen videväxter. Inga underarter finns listade i Catalogue of Life.